# Càmbium

Diagrama representant una secció d'un tronc
d'arbre:
1. Medul·la
2.
Duramen
3. Albeca
4. Càmbium
5.
Floema
6. Escorça

El càmbium (del llatí cambium "canvi"') és un teixit vegetal meristemàtic que es troba en les tiges i les arrels de determinades plantes. Es tracta d'un meristema secundari d'aquestes plantes que es forma a partir del procàmbium. És una capa única de cèl·lules embrionàries situada entre la fusta i l'escorça. Cada any el càmbium origina dues capes de cèl·lules adultes. La primera capa interior és de fusta (xilema); aquestes són les que formen la fusta pròpiament dita i es reconeixen després com anells de creixement. La segona capa, cap enfora, forma un altre tipus de teixit, el floema, que transporta la saba elaborada cap a les arrels.
El càmbium és el responsable del creixement secundari en gruix de les tiges però no és un meristema secundari que seria el que es forma per desdiferenciació de cèl·lules adultes que d'aquesta manera recobren la capacitat de multiplicar-se.
Hi ha dos tipus de càmbium:
- El càmbium vascular o libero-llenyós és un meristema lateral en el teixit vascular de la planta.[5]Aquest tipus de càmbium és la font del xilema secundari (cap endins) i del floema secundari (cap enfora). Els càmbiums vasculars es troben en els dicotiledonis i els gimnosperms però no en els monocotiledonis, que normalment no tenen creixement secundari.[6]
- El càmbium subero-felodèrmic es desenvolupa a la perifèria de la tija o de les arrels.[7] És responsable del creixement secundari que reemplaça l'epidermis en arrels i tiges. Es troba en plantes llenyoses i en moltes d'herbàcies dicotiledònies, gimnospermes i en algunes monocotiledònies, aquestes darreres normalment no tenen creixement secundari.

En els empelts per a tenir èxit cal que entrin en contacte els càmbiums del portaempelt i de l'empelt.